# 차성수 (1957년)
차성수(車聖秀, 1957년 2월 1일~)은 대한민국의 정치인이다. 민선5·6기 서울특별시 금천구청장(2010~2018)을 지냈다.

## 학력
- 서울시흥국민학교 졸업(56회)
- 영등포중학교 졸업(21회)
- 휘문고등학교 졸업(67회)
- 고려대학교 사회학과 학사
- 고려대학교 대학원 사회학과 사회과학 석사
- 고려대학교 대학원 사회학과 사회과학 박사

## 경력
- 동아대학교 사회학과 교수(현)
- 한국미래발전연구원 기획위원회 부위원장(현)
- 동북아전략연구원 이사(현)
- 한국산업사회학회 부회장
- 한국지역사회학회 연구이사
- 부산발전연구원 연구기획위원
- 한국사회연구소 노동분과 팀장
- 민주주의사회연구소 운영위원
- 고려대학교 / 한양대학교 / 동의대학교 / 동아대학교 강사
- 노무현 정부 대통령비서실 시민사회수석,시민사회비서관,사회조정1비서관
- 대통령자문 국가균형발전위원회 전문위원
- 남북정상회담 대통령 특별수행(2007)
- 사람사는세상 노무현재단 이사장(현)
- 자치21(희망연대) 공동대표(현)
- 시민주권 운영위원(현)
- 푸른아시아 고문/기후변화대응 기획단장(현)
- 사람사는세상 노무현재단 상임운영위원
- 사회갈등연구소 사회갈등포럼 창립준비위원
- 부산시민사회리더십교육센터 소장
- 자치행동21 대표
- 주민자치센터 풀뿌리네트워크 연구기획위원
- 시민정보미디어센터 정책위원장
- KBS 부산방송총국 시청자위원회 위원
- 부산 참여자치시민연대 정책기획위원장
- 부산 경제정의실천시민연합 정책연구위원
- 월간지[보이소] 편집위원
- 민선 5·6기 제7·8대 서울특별시 금천구청장
- 제21대 한국교직원공제회 이사장

## 집필
- 『매니페스토 전략과 실제』(2006) [공역]
- 『민주주의와 자본주의』(1994) [공역]
- 『21세기프론티어-전환의 물결과 신발전모델』(1994) [공저]
- 『사회과학개론Ⅱ』(1990) [공저]
- 『사회과학개론』(1986) [공저]
- 『한국전쟁의 전개과정』(1989) [공역]

## 역대 선거 결과
|  | 46.43% |

|  | 58.82% |

|  | 14.07% |

## 같이 보기
- 대한민국의 대통령비서실 수석비서관
- 금천구청장